# Kohlenberg (Basel)
Der Kohlenberg ist eine Erhebung in der Stadt Basel, auf der Grossbasler Seite des Rheines. Dort befinden sich diverse Schulen, die St. Leonhardskirche und die Musik-Akademie der Stadt Basel. Eine Strasse, die nach der Erhebung benannt ist, wird von der Tramlinie 3 befahren. Der Kohlenberg grenzt unmittelbar an die Altstadt.
Aufgrund der starken Steigung am Kohlenberg von 7,96 % – gemäss Eisenbahnverordnung sind bei Neubaustrecken 4 %, unter besonderen Bedingungen maximal 7 % Steigung erlaubt – dürfen nur stark motorisierte Tramzüge auf dieser Strecke verkehren.

## Fussnoten
1. ↑  Welche Steigung kann eine Tram bewältigen? - «Tram 8 – grenzenlos» (Memento des Originals vom 29. September 2013 im Internet Archive)  Info: Der Archivlink wurde automatisch eingesetzt und noch nicht geprüft. Bitte prüfe Original- und Archivlink gemäß Anleitung und entferne dann diesen Hinweis.